# Бодман, Франц фон
Франц Герман Иоганн Мария фон Бодман (нем. Franz Hermann Johann Maria von Bodmann; 23 марта 1908, Ридлинген, Германская империя — 25 мая 1945, Санкт-Иоганн-им-Понгау, Зальцбург) – оберштурмфюрер СС, служивший врачом в различных концлагерях.

## Биография
Франц фон Бодман родился 23 марта 1908 года в Ридлингене. После окончания школы изучал медицину и в 1934 году получил степень доктора медицинских наук. Бодман состоял в организации «Стальной шлем» и в начале 1930-х годов присоединился к Штурмовым отрядам (СА).
1 мая 1932 года вступил в НСДАП (билет № 1098482), а в 1934 году был зачислен в ряды СС (№ 267787). С октября 1939 года до июня 1940 года и с июля 1941 по январь 1942 года служил врачом во 2-м батальоне 79-го штандарта СС в Ульме. В рядах СС в 1941 году дослужился до звания оберштурмфюрера СС. Бодман был женатым, а также отцом троих детей, однако с 1941 года у него был роман с надзирательницей Луизой Данц.
С начала февраля 1942 года был врачом в концлагере Освенцим. С мая по середину августа 1942 года был главным врачом в лагере. Бодман изобрёл способ убийства заключённых с помощью введения инъекции фенола, он лично убивал узников, вводя им фенол в вены, а также практиковал убийство смертельными инъекциями в других лагерях. С осени 1942 года в течение нескольких месяцев был главным врачом в концлагере Нойенгамме, где был ответственным за уничтожение советских военнопленных в газовой камере. Впоследствии с 10 апреля 1943 был главным врачом в концлагере Майданек. Потом стал главным врачом в концлагере Нацвейлер, а с середины сентября 1943 года — в концлагере Вайвара.
С середины сентября 1944 года служил в управленческой группе D (инспекция концлагерей) Главного административно-хозяйственного управления СС. В середине октября был переведён в главное управление ведомства Фольксдойче Миттельштелле. Затем служил войсковым врачом в 5-й танковой дивизии СС «Викинг».
25 мая 1945 года покончил жизнь самоубийством в лазарете для военнопленных.